# Großer Preis von Europa 2005
Der Große Preis von Europa 2005 (offiziell 2005 Formula 1 Grand Prix of Europe) fand am 29. Mai auf dem Nürburgring in Nürburg statt und war das siebte Rennen der Formel-1-Weltmeisterschaft 2005.

## Berichte

### Hintergrund
Nach dem Großen Preis von Monaco führte Fernando Alonso in der Fahrerwertung mit 22 Punkten vor Kimi Räikkönen und mit 23 Punkten vor Jarno Trulli. In der Konstrukteurswertung führte Renault mit elf Punkten vor McLaren-Mercedes und mit 20 Punkten vor Toyota.
Das Team BAR-Honda hatte seine Sperre von zwei Rennen abgesessen, somit durften die beiden Piloten Jenson Button und Takuma Satō wieder an den Start gehen.
Bei Red Bull startete zum vierten Mal in Folge Vitantonio Liuzzi für den eigentlichen Stammfahrer Christian Klien.
Mit Michael Schumacher (fünfmal), Ralf Schumacher, Rubens Barrichello und Jacques Villeneuve (jeweils einmal) traten vier ehemalige Sieger zu diesem Grand Prix an.

### Training
Die letzten sechs Teams der Konstrukteursmeisterschaft 2004 waren berechtigt am Freitag im freien Training ein drittes Auto einzusetzen. Diese Fahrer fuhren am Freitag, traten aber weder im Qualifying noch im Rennen an. Alexander Wurz (McLaren-Mercedes), Klien (Red Bull), Ricardo Zonta (Toyota) und Franck Montagny (Jordan) nahmen in dieser Funktion an den Freitagstrainings teil.
Im ersten freien Training am Freitag war Wurz mit 1:31,670 Minuten Schnellster vor Michael Schumacher und Zonta. Im zweiten freien Training am Freitag fuhr Wurz mit 1:30,623 Minuten erneut die schnellste Zeit vor Zonta und Nick Heidfeld.
Im dritten freien Training am Samstag war Alonso mit 1:30,615 Minuten vorne, gefolgt von Juan Pablo Montoya und Räikkönen. Im vierten und letzten freien Training am Samstag fuhr Räikkönen dann in 1:29,680 Minuten die schnellste Runde vor Montoya und Alonso.

### Qualifikation
Die ersten sechs Rennen der Saison 2005 liefen mit geänderten Qualifying-Regeln ab. Die Startpositionen wurden in zwei Durchgängen mit jeweils einer Qualifikationsrunde bestimmt. Der erste Durchgang fand am Samstagnachmittag statt, der zweite am Sonntagmorgen. Nach dem Samstags-Qualifying durften die Rennwagen nachgetankt werden, das Sonntags-Qualifying musste bereits mit der für das Rennen vorgesehenen Spritmenge gefahren werden. Am 24. Mai 2005 kehrte die Formel 1 nach einem Treffen der Teamchefs mit dem FIA-Präsidenten Max Mosley zur bereits 2004 geltenden Regel mit einer einzigen Qualifying-Runde am Samstag zurück.
Heidfeld sicherte sich beim Qualifying seine erste und einzige Pole-Position in der Formel-1-Weltmeisterschaft vor Räikkönen und seinem Teamkollegen Mark Webber.

### Rennen
Nach der Einführungsrunde und kurz vor dem Einschalten der Ampel meldete Giancarlo Fisichella ein Problem an seinem Wagen. Er wurde daraufhin in die Boxengasse zurückgebracht. Die Einführungsrunde wurde daher ein zweites Mal absolviert und die Renndistanz entsprechend um eine Runde, von 60 auf 59, verkürzt.
Beim Start überholte Räikkönen den von der Pole gestarteten Heidfeld und übernahm die Führung. Trulli rückte auf den dritten Platz vor, während Webber in der ersten Kurve das Auto von Montoya berührte und ausschied, was andere Fahrer dazu zwang, auszuweichen. Alonso rückte hinter David Coulthard auf den fünften Platz vor. In der achten Runde erhielt Trulli eine Durchfahrtsstrafe, da seine Mechaniker die Startaufstellung nicht in der festgelegten Zeit geräumt hatten und verlor dadurch den dritten Platz.
Nach der ersten Runde der Boxenstopps blieb Räikkönen vor Heidfeld und Alonso in Führung, während Coulthard wegen Geschwindigkeitsüberschreitung in der Boxengasse bestraft wurde und auch von Barrichello überholt wurde. In Runde 30 kam Räikkönen in Kurve 5 zu weit raus und Heidfeld übernahm wieder die Führung, kam dann aber zu seinem zweiten von drei geplanten Stopps an die Box. In Runde 34 schied Ralf Schumacher wegen eines Drehers aus. Zehn Runden vor Schluss rückte Alonso nach allen Stopps auf den zweiten Platz vor und verringerte in den folgenden Runden seinen Rückstand zum Führenden Räikkönen, der sein Tempo aufgrund von Vibrationen im rechten Vorderrad verlangsamen musste. Die Vibrationen führten schlussendlich jedoch zu einem Aufhängungsbruch, sodass er in der letzten Runde verunfallte. Alonso erbte den ersten Platz und verbuchte seinen vierten Saisonsieg vor Heidfeld und Barrichello, die es auf das Podium schaffen. Für Alonso war es der fünfte Sieg in der Formel-1-Weltmeisterschaft. Coulthard, Michael Schumacher, der sich erholte, nachdem er das Rennen in der Mitte der Gruppe begonnen hatte, Fisichella, Montoya und Trulli belegten die restlichen Punkteplatzierungen.
In der Fahrerwertung konnte Alonso seinen Vorsprung weiter ausbauen. Dahinter waren nun Räikkönen und Trulli punktgleich. In der Konstrukteurswertung blieben die ersten drei Positionen unverändert.

## Meldeliste
| Team                       | Nr. | Fahrer               | Chassis        | Motor                 | Reifen |
| -------------------------- | --- | -------------------- | -------------- | --------------------- | ------ |
| Scuderia Ferrari Marlboro  | 01  | Michael Schumacher   | Ferrari F2005  | Ferrari 3.0 V10       | B      |
| Scuderia Ferrari Marlboro  | 02  | Rubens Barrichello   | Ferrari F2005  | Ferrari 3.0 V10       | B      |
| Lucky Strike BAR Honda     | 03  | Jenson Button        | BAR 007        | Honda 3.0 V10         | M      |
| Lucky Strike BAR Honda     | 04  | Takuma Satō          | BAR 007        | Honda 3.0 V10         | M      |
| Mild Seven Renault F1 Team | 05  | Fernando Alonso      | Renault R25    | Renault 3.0 V10       | M      |
| Mild Seven Renault F1 Team | 06  | Giancarlo Fisichella | Renault R25    | Renault 3.0 V10       | M      |
| BMW-Williams F1 Team       | 07  | Mark Webber          | Williams FW27  | BMW 3.0 V10           | M      |
| BMW-Williams F1 Team       | 08  | Nick Heidfeld        | Williams FW27  | BMW 3.0 V10           | M      |
| West McLaren-Mercedes      | 09  | Kimi Räikkönen       | McLaren MP4-20 | Mercedes-Benz 3.0 V10 | M      |
| West McLaren-Mercedes      | 10  | Juan Pablo Montoya   | McLaren MP4-20 | Mercedes-Benz 3.0 V10 | M      |
| West McLaren-Mercedes      | 35  | Alexander Wurz       | McLaren MP4-20 | Mercedes-Benz 3.0 V10 | M      |
| Sauber Petronas            | 11  | Jacques Villeneuve   | Sauber C24     | Petronas 3.0 V10      | M      |
| Sauber Petronas            | 12  | Felipe Massa         | Sauber C24     | Petronas 3.0 V10      | M      |
| Red Bull Racing            | 14  | David Coulthard      | Red Bull RB1   | Cosworth 3.0 V10      | M      |
| Red Bull Racing            | 15  | Vitantonio Liuzzi    | Red Bull RB1   | Cosworth 3.0 V10      | M      |
| Red Bull Racing            | 37  | Christian Klien      | Red Bull RB1   | Cosworth 3.0 V10      | M      |
| Panasonic Toyota Racing    | 16  | Jarno Trulli         | ToyotaTF105    | Toyota 3.0 V10        | M      |
| Panasonic Toyota Racing    | 17  | Ralf Schumacher      | ToyotaTF105    | Toyota 3.0 V10        | M      |
| Panasonic Toyota Racing    | 38  | Ricardo Zonta        | ToyotaTF105    | Toyota 3.0 V10        | M      |
| Jordan Grand Prix          | 18  | Tiago Monteiro       | Jordan EJ15    | Toyota 3.0 V10        | B      |
| Jordan Grand Prix          | 19  | Narain Karthikeyan   | Jordan EJ15    | Toyota 3.0 V10        | B      |
| Jordan Grand Prix          | 39  | Franck Montagny      | Jordan EJ15    | Toyota 3.0 V10        | B      |
| Minardi F1 Team            | 20  | Patrick Friesacher   | Minardi PS05   | Cosworth 3.0 V10      | B      |
| Minardi F1 Team            | 21  | Christijan Albers    | Minardi PS05   | Cosworth 3.0 V10      | B      |

Anmerkungen
1. 1 2 3 4  Nahm nur am Freitagstraining teil.

## Klassifikationen

### Qualifying
| Pos. | Fahrer               | Konstrukteur      | Zeit     | Start |
| ---- | -------------------- | ----------------- | -------- | ----- |
| 01   | Nick Heidfeld        | Williams-BMW      | 1:30,081 | 01    |
| 02   | Kimi Räikkönen       | McLaren-Mercedes  | 1:30,197 | 02    |
| 03   | Mark Webber          | Williams-BMW      | 1:30,368 | 03    |
| 04   | Jarno Trulli         | Toyota            | 1:30,700 | 04    |
| 05   | Juan Pablo Montoya   | McLaren-Mercedes  | 1:30,890 | 05    |
| 06   | Fernando Alonso      | Renault           | 1:31,056 | 06    |
| 07   | Rubens Barrichello   | Ferrari           | 1:31,249 | 07    |
| 08   | Ralf Schumacher      | Toyota            | 1:31,392 | 08    |
| 09   | Giancarlo Fisichella | Renault           | 1:31,566 | 09    |
| 10   | Michael Schumacher   | Ferrari           | 1:31,585 | 10    |
| 11   | Felipe Massa         | Sauber-Petronas   | 1:32,205 | 11    |
| 12   | David Coulthard      | Red Bull-Cosworth | 1:32,553 | 12    |
| 13   | Jenson Button        | BAR-Honda         | 1:32,594 | 13    |
| 14   | Vitantonio Liuzzi    | Red Bull-Cosworth | 1:32,642 | 14    |
| 15   | Jacques Villeneuve   | Sauber-Petronas   | 1:32,891 | 15    |
| 16   | Takuma Satō          | BAR-Honda         | 1:32,926 | 16    |
| 17   | Tiago Monteiro       | Jordan-Toyota     | 1:35,047 | 17    |
| 18   | Patrick Friesacher   | Minardi-Cosworth  | 1:35,954 | 18    |
| 19   | Narain Karthikeyan   | Jordan-Toyota     | 1:36,192 | 19    |
| 20   | Christijan Albers    | Minardi-Cosworth  | 1:36,239 | 20    |

### Rennen
| Pos. | Fahrer               | Konstrukteur      | Runden | Stopps | Zeit        | Start | Schnellste Runde |
| ---- | -------------------- | ----------------- | ------ | ------ | ----------- | ----- | ---------------- |
| 01   | Fernando Alonso      | Renault           | 59     | 2      | 1:31:46,648 | 06    | 1:30,711 (44.)   |
| 02   | Nick Heidfeld        | Williams-BMW      | 59     | 3      | + 16,567    | 01    | 1:31,124 (09.)   |
| 03   | Rubens Barrichello   | Ferrari           | 59     | 3      | + 18,549    | 07    | 1:31,028 (44.)   |
| 04   | David Coulthard      | Red Bull-Cosworth | 59     | 3      | + 31,588    | 12    | 1:31,306 (19.)   |
| 05   | Michael Schumacher   | Ferrari           | 59     | 2      | + 50,445    | 10    | 1:31,503 (19.)   |
| 06   | Giancarlo Fisichella | Renault           | 59     | 2      | + 51,932    | 09    | 1:31,708 (47.)   |
| 07   | Juan Pablo Montoya   | McLaren-Mercedes  | 59     | 2      | + 58,173    | 05    | 1:31,807 (42.)   |
| 08   | Jarno Trulli         | Toyota            | 59     | 3      | + 1:11,091  | 04    | 1:31,779 (43.)   |
| 09   | Vitantonio Liuzzi    | Red Bull-Cosworth | 59     | 2      | + 1:11,529  | 14    | 1:31,971 (43.)   |
| 10   | Jenson Button        | BAR-Honda         | 59     | 2      | + 1:35,768  | 13    | 1:31,955 (20.)   |
| 11   | Kimi Räikkönen       | McLaren-Mercedes  | 58     | 2      | + 1 Runde   | 02    | 1:30,940 (09.)   |
| 12   | Takuma Satō          | BAR-Honda         | 58     | 3      | + 1 Runde   | 16    | 1:31,889 (26.)   |
| 13   | Jacques Villeneuve   | Sauber-Petronas   | 58     | 2      | + 1 Runde   | 15    | 1:32,583 (41.)   |
| 14   | Felipe Massa         | Sauber-Petronas   | 58     | 3      | + 1 Runde   | 11    | 1:32,329 (18.)   |
| 15   | Tiago Monteiro       | Jordan-Toyota     | 58     | 3      | + 1 Runde   | 17    | 1:33,425 (39.)   |
| 16   | Narain Karthikeyan   | Jordan-Toyota     | 58     | 2      | + 1 Runde   | 19    | 1:33,292 (21.)   |
| 17   | Christijan Albers    | Minardi-Cosworth  | 57     | 3      | + 2 Runden  | 20    | 1:35,047 (18.)   |
| 18   | Patrick Friesacher   | Minardi-Cosworth  | 56     | 2      | + 3 Runden  | 18    | 1:35,536 (18.)   |
| –    | Ralf Schumacher      | Toyota            | 33     | 2      | DNF         | 08    | 1:31,724 (25.)   |
| –    | Mark Webber          | Williams-BMW      | 0      | 0      | DNF         | 03    | –                |

## WM-Stände nach dem Rennen
Die ersten acht des Rennens bekamen 10, 8, 6, 5, 4, 3, 2 bzw. 1 Punkt(e).

### Fahrerwertung
| Pos. | Fahrer               | Konstrukteur      | Punkte |
| ---- | -------------------- | ----------------- | ------ |
| 01   | Fernando Alonso      | Renault           | 59     |
| 02   | Kimi Räikkönen       | McLaren-Mercedes  | 027    |
| 03   | Jarno Trulli         | Toyota            | 27     |
| 04   | Nick Heidfeld        | Williams-BMW      | 25     |
| 05   | Mark Webber          | Williams-BMW      | 018    |
| 06   | Giancarlo Fisichella | Renault           | 17     |
| 07   | Ralf Schumacher      | Toyota            | 017    |
| 08   | Michael Schumacher   | Ferrari           | 16     |
| 09   | Juan Pablo Montoya   | McLaren-Mercedes  | 16     |
| 10   | Rubens Barrichello   | Ferrari           | 15     |
| 11   | David Coulthard      | Red Bull-Cosworth | 15     |
| 12   | Alexander Wurz       | McLaren-Mercedes  | 06     |

| Pos. | Fahrer             | Konstrukteur      | Punkte |
| ---- | ------------------ | ----------------- | ------ |
| 13   | Jacques Villeneuve | Sauber-Petronas   | 05     |
| 14   | Pedro de la Rosa   | McLaren-Mercedes  | 04     |
| 15   | Christian Klien    | Red Bull-Cosworth | 03     |
| 16   | Felipe Massa       | Sauber-Petronas   | 02     |
| 17   | Vitantonio Liuzzi  | Red Bull-Cosworth | 1      |
| 18   | Jenson Button      | BAR-Honda         | 0      |
| 19   | Tiago Monteiro     | Jordan-Toyota     | 0      |
| 20   | Narain Karthikeyan | Jordan-Toyota     | 0      |
| 21   | Patrick Friesacher | Minardi-Cosworth  | 0      |
| 22   | Christijan Albers  | Minardi-Cosworth  | 0      |
| 23   | Takuma Satō        | BAR-Honda         | 0      |
| –    | Anthony Davidson   | BAR-Honda         | 0      |

### Konstrukteurswertung
| Pos. | Konstrukteur     | Punkte |
| ---- | ---------------- | ------ |
| 01   | Renault          | 76     |
| 02   | McLaren-Mercedes | 53     |
| 03   | Toyota           | 44     |
| 04   | Williams-BMW     | 43     |
| 05   | Ferrari          | 31     |

| Pos. | Konstrukteur      | Punkte |
| ---- | ----------------- | ------ |
| 06   | Red Bull-Cosworth | 19     |
| 07   | Sauber-Petronas   | 07     |
| 08   | BAR-Honda         | 0      |
| 09   | Jordan-Toyota     | 0      |
| 10   | Minardi-Cosworth  | 0      |